# Publius Furius Philus (Prätor)
Publius Furius Philus war in der ersten Hälfte des 2. Jahrhunderts v. Chr. ein Politiker der Römischen Republik und entstammte der Patrizierfamilie der Furier.
Er wird im Geschichtswerk des römischen Historikers Titus Livius erstmals 174 v. Chr. erwähnt, als er Prätor wurde und als Provinz Hispania citerior erhielt, wo er auch im nächsten Jahr blieb. Als er 171 v. Chr. zurückkehrte, wurde er von den Provinzialen der Erpressung bei lusitanischen Getreidelieferungen beschuldigt und vom bedeutenden römischen Politiker Marcus Porcius Cato Censorius in einem Repetundenverfahren angeklagt. Nach einer ersten Verhandlung wurde der Prozess vertagt, doch Furius fürchtete seine Verurteilung und begab sich ins Exil in die in Latium gelegene Stadt Praeneste.
Das weitere Schicksal des Furius ist unbekannt. Münzen können ihm nicht mit Sicherheit zugeordnet werden.